# National Archives and Records Administration
National Archives and Records Administration (NARA) – niezależna agencja rządu Stanów Zjednoczonych w ramach władzy wykonawczej, której zadaniem jest ochrona i przechowywanie dokumentów federalnych i historycznych. Do jego zadań należy także zwiększanie publicznego dostępu do dokumentów wchodzących w skład Archiwum Państwowego. NARA jest oficjalnie odpowiedzialna za przechowywanie i publikowanie prawnie autentycznych i wiarygodnych kopii aktów Kongresu, dyrektyw prezydenta i rozporządzeń federalnych. NARA przekazuje także Kongresowi głosy Kolegium Elektorów. Bada także dokumenty ratyfikacyjne Kolegium Elektorów.
Od 17 maja 2023 r. na stanowisko 11. Archiwisty Stanów Zjednoczonych Joe Biden mianował Colleen Joy Shogan.

## Rekordy
Zasoby NARA są podzielone na „grupy rekordowe” odpowiadające departamentom lub agencjom rządowym, z których pochodzą. Akta obejmują dokumenty papierowe, mikrofilmy, zdjęcia, filmy i nośniki elektroniczne.
Archiwalne opisy stałych zasobów rządu federalnego znajdujących się pod opieką NARA są przechowywane w National Archives Catalog. Opisy archiwalne zawierają informacje o tradycyjnych zasobach papierowych, jak i zapisach elektronicznych. Według stanu na grudzień 2012 r. katalog zawiera około 10 miliardów rekordów danych logicznych opisujących 527 000 artefaktów i obejmujących 81% rekordów NARA. Istnieje również 922 000 cyfrowych kopii materiałów już zdigitalizowanych.
Większość nagrań NARA znajduje się w domenie publicznej, ponieważ dzieła rządu federalnego są wyłączone z ochrony praw autorskich. Jednak nagrania z innych źródeł mogą nadal być chronione prawami autorskimi lub umowami z darczyńcami. Rozporządzenie wykonawcze nr 13526 nakazuje agencjom wysyłającym dokumenty, jeśli to możliwe, odtajnić dokumenty przed wysyłką do NARA w celu długoterminowego przechowywania, ale NARA przechowuje również niektóre dokumenty niejawne do czasu ich odtajnienia. Information Security Oversight Office monitoruje i ustala politykę dla systemu klasyfikacji bezpieczeństwa rządu USA.